# Carl Flügge
Carl Georg Friedrich Wilhelm Flügge (Hannover, 12 settembre 1847 – Berlino, 10 dicembre 1923) è stato un batteriologo e igienista tedesco.

## Biografia
Nativo di Hannover, nell'allora Confederazione germanica, studiò medicina all'Università di Gottinga. Nel 1866 diventa membro della Corps Bremensia. Nel 1871 è medico praticante a Bad Nenndorf, mentre dal 1874 studia chimica a Bonn per poi ottenere l'abilitazione di igienista nel 1878 a Berlino. Nel 1881 è di nuovo a Gottinga, e tre anni dopo viene nominato professore associato e direttore del primo istituto indipendente per l'igiene nella ex Prussia.
Nel 1887 viene nominato professore ordinario all'Università di Breslavia, di cui sarà anche rettore nel biennio 1900-1901, mentre nel 1909, dopo aver lavorato a fianco di illustri esponenti della microbiologia quali Robert Koch, succede a Max Rubner alla cattedra di igiene dell'Università di Berlino. Muore nel 1923.
Flügge è noto soprattutto per le ricerche sulla diffusione in ambiente dei microrganismi della cavità orale tramite tosse e starnuto, con la teorizzazione e la scoperta delle cosiddette "goccioline di Flügge", microgocce di saliva (vapor acqueo) in grado di rimanere sospese in aria e di veicolare, dispersi in aerosol, agenti infettivi di numerose malattie. La sua opera è stata fondamentale anche per la profilassi delle infezioni causate dai microrganismi prima citati, e ha dato un'importante spinta all'introduzione effettiva delle mascherine igieniche nelle operazioni di chirurgia.
Flügge è ricordato inoltre per le ricerche sulla trasmissione, non solo per via aerea, di malattie infettive quali malaria, colera e tubercolosi.

## Onorificenze
- Membro del Reichsgesundheitsrat dell'Impero tedesco
- Geheimer Medizinalrat[1]
- Laurea honoris causa della University of Aberdeen

## Pubblicazioni
- Die Bedeutung der Trinkwasseruntersuchungen für die Hygiene
- Lehrbuch der hygienischen Untersuchungsmethoden
- Grundriss der Hygiene. Leipzig 1889
- Großstadtwohnungen und Kleinhaussiedlunen in ihrer Einwirkung auf die Volksgesundheit. Jena 1916

Fondatore ed editore del Zeitschrift für Hygiene